# Lilija Szobuchowa
Lilija Szobuchowa (ros. Лилия Булатовна Шобухова; ur. 13 listopada 1977 w Biełoriecku) – rosyjska lekkoatletka, biegaczka długodystansowa.
Od 17 lutego 2006 do 6 lutego 2007 była rekordzistką świata w biegu na 3000 metrów w hali. Na Halowych Mistrzostwach Świata (Moskwa 2006) zdobyła srebrny medal przegrywając jedynie z Etiopką Meseret Defar, która później odebrała jej rekord. Na Mistrzostwach Europy w Göteborgu (2006) zdobyła srebrny medal w biegu na 5000 m. W dorobku ma również 2. miejsce na Pucharze Świata w Lekkoatletyce (Ateny 2006) oraz dwa zwycięstwa w Pucharze Europy w Lekkoatletyce (2005 & 2006) - na wszystkich tych imprezach w biegu na 5000 metrów. Na tym samym dystansie startowała podczas Igrzysk Olimpijskich w Pekinie (2008), gdzie zajęła 6. miejsce.
19 lipca 2008 w Kazaniu ustanowiła rekord Europy w biegu na 5000 m - 14:23,75.
W kwietniu 2014 została zdyskwalifikowana za doping na dwa lata, przy czym dyskwalifikacja zaczęła się liczyć od 24 I 2013 r. Oprócz tego anulowano wszystkie jej rezultaty od 9 X 2009 do 2014 r.

## Rekordy życiowe
- bieg na 3000 metrów (hala) – 8:27,86 (Halowy Rekord Europy)
- bieg na 5000 metrów – 14:23,75 (do 2018 Rekord Europy)
- bieg na 10 000 metrów – 30:29,36
- bieg na 30 kilometrów – 1:38:23 (2011) wynik lepszy od rekordu świata[2], nieratyfikowany z przyczyn regulaminowych[3]
- bieg maratoński – 2:18:20 rekord Rosji[4]